# Verlag Versicherungswirtschaft
Der Verlag Versicherungswirtschaft GmbH & Co.KG ist ein Fachverlag für Versicherungsliteratur mit Sitz in Karlsruhe. Es werden Zeitschriften, Bücher und elektronische Medien aufgelegt.

## Gesellschafter, Organisation, Kennzahlen
Gesellschafter sind zu gleichen Teilen der Verein Versicherungswirtschaft e. V. unter dem Vorsitz des ehemaligen Vorstandsvorsitzenden der Karlsruher Versicherung und ehemaligen GDV-Präsidenten Bernhard Schareck sowie der Verlag Dr. Otto Schmidt in Köln unter der Leitung von Felix Hey. Geschäftsführer sind Christian Kamradt und Ferdinand Graf Wolff Metternich. Der Verlag beschäftigt 10 Mitarbeiter sowie freie Redakteure.

## Geschichte
Der Verlag Versicherungswirtschaft wurde 1946 von Alex Möller (1903–1985), der ab 1945 Vorstandsvorsitzender der Karlsruher Lebensversicherung und später Bundesfinanzminister wurde, gegründet. Zum 1. Juni 1946 begründete Alex Möller die Zeitschrift Versicherungswirtschaft. 1950 erschien erstmals die Zeitschrift Versicherungsrecht. Beide Zeitschriften sind bis heute führende Branchenmagazine. Daneben werden im Verlag vielfältige Publikationen mit Bezug zur Versicherungswirtschaft verlegt: Monographien, die Reihe Kompass, Ausbildungsliteratur, juristische Kommentare. Führend in der Versicherungswirtschaft ist der täglich erscheinende Newsletter Versicherungswirtschaft heute.